# Риго, Ондрей
Ондрей Риго (словац. Ondrej Rigo; 17 декабря 1955, Модра, Братиславский край — 14 июня 2022) — чехословацкий серийный убийца, орудовавший в Братиславе, Мюнхене и Амстердаме в период с 1990 по 1992 год и убивший 9 человек.

## Ранняя жизнь
Ондрей Риго родился 17 декабря 1955 года в городе Модра, Словакия. Цыган. По словам Риго, родители были хорошими, его не били. В 14 лет он, его братья и сёстры были помещены в исправительное учреждение, а потом в детский дом. Они пробыли там год, детей изъяли у матери после ареста её мужа. Мать Ондрея умерла в 2000 году, её сбила машина. Узнав о её смерти, Ондрей заплакал. Отец погиб во время кражи со взломом. 

## Взрослая жизнь
Был дважды женат. Первый раз женился во время службы, брак развалился из-за ревности жены. О втором браке известно мало. В Братиславе Ондрей работал в отеле "Карлтон", там он был арестован. До этого он работал кочегаром.  У Ондрея есть дочь. До убийств он был 11 раз осуждён. Совершать преступления он стал с раннего возраста, в основном кражи. 

## Убийства
Ондрей прибыл в Мюнхен, там он убил двоих. Первой жертвой стала женщина Елена. В ночь с 7 на 8 ноября 1990 года Ондрей пробрался в спальню Елены на первом этаже  через полуоткрытое окно. Он разбил ей голову металлической трубой, завернул верхнюю часть тела в одеяло и изнасиловал её труп. После убийства он украл её ценности и ушёл. Орудие убийства он выкинул под окном спальни.
В ночь с 31 июля на 1 августа 1990 года Ондрей пробрался в квартиру женщины по имени Илка через частично открытую балконную дверь. Он убил её при помощи металлической трубы. После этого он изнасиловал её труп, во время изнасилования он ударил отвёрткой её шею. После убийства он украл драгоценности и деньги. Орудия убийства и мужской носок были найдены полицией на месте преступления.
После этого Риго уехал в Амстердам, чтобы навестить свою сестру Елену. Ночью 27 сентября 1990 года Ондрей пробрался в квартиру женщины по имени Мария через частично открытое балконное окно. Он убил её камнем. После убийства он разделся и изнасиловал труп Марии. Он украл фотоаппарат, женский наручные часы, две шкатулки с монетами и прочее. На кухне он нашёл бутылку сливовицы и выпил её. 
После этого Ондрей приехал в Братиславу. 6 октября 1990 года он пробрался в дом престарелых и убил женщину по имени Терезия. После этого он украл молитвенники, чётки и 4 тысячи крон. Под балконом полицейские обнаружили несколько голландских монет и окурки, на окурках была ДНК Ондрея. 
3 января 1991 года Ондрей проникает в квартиру на первом этаже. В ней находились женщина по имени Анна и её сын Юрай. Обоих убил, нанеся удары палкой по голове. После убийства Анны он изнасиловал её труп. 
9 января 1991 год Ондрей напал на женщину по имени Яна. Ей удалось дать отпор убийце. Ондрей проник в её квартиру через вентиляционное окно над дверью. После неудачного нападения он быстро сбежал из квартиры. 
Спустя 3 месяца он убил женщину по имени Елена куском бетона около улицы Заградницкой в Братиславе.  
14 июля 1991 года он проник в квартиру женщины по имени Хенриета через открытое окно. Ондрей разбил ей голову, изнасиловал и ограбил. После этого он ушёл. В квартире Хенриеты была бабушка, на момент преступления она спала, она была глухой, и из-за этого она ничего не слышала. Хенриета пережила нападение, но умерла спустя 18 дней. 
Последнее убийство произошло 4 марта 1992 года. Ондрей пробрался в дом женщины по имени Матильда и убил её. Ондрей отдал часть украденных вещей жертв своей дочери. 

## Арест и суд
Ондрей Риго был арестован 4 марта 1992 года спустя несколько часов после последнего убийства. Выжившая жертва Яна опознала его, как человека пытавшегося её убить.
7 декабря 1994 года он был приговорён к пожизненному лишению свободы. Суд длился 10 дней. На суде он не выражал никаких эмоций. Ондрей не признал вину и говорил, что он невиновен. После суда был направлен в тюрьму. 

## Смерть
Умер в тюрьме 14 июня 2022 года в возрасте 66 лет.

## Психический статус
Психолог Антон Херетик составил психологический профиль Ондрея во время суда. В профиле было указано, что Ондрей — психопат. Херетик утверждал: "Он не признаёт никаких социальных норм, ему не хватает эмпатии и он ведёт себя импульсивно. Он — шизоидная личность, неспособная создавать отношения с окружающими. У него странные мысли и увлечения, и он — одиночка. Он представляет комбинацию шизоидного и антисоциального психопата, это очень опасный тип преступника". Психологи пришли к мнению, что Ондрей не является садистом.  